# Plaxiphora (Plaxiphora) indica
Plaxiphora (Plaxiphora) indica is een keverslakkensoort uit de familie van de Mopaliidae. De wetenschappelijke naam van de soort is voor het eerst geldig gepubliceerd in 1909 door Thiele.